# Courtallam
Courtallam (Tamil: குற்றாலம் Kuṟṟālam [ˈkutːraːlʌm], auch Courtalam, Kutralam, Kuttalam) ist ein Ort im südindischen Bundesstaat Tamil Nadu mit rund 2.000 Einwohnern (Volkszählung 2011).
Courtallam liegt am Fuße der Westghats im Distrikt Tenkasi im Süden Tamil Nadus. Die nächstgrößere Stadt und Distrikthauptstadt ist Tenkasi fünf Kilometer nordöstlich. Nach Chennai (Madras), die Hauptstadt Tamil Nadus, sind es 620 Kilometer. Der nächste Bahnhof befindet sich in Tenkasi.
Courtallam ist bekannt für seine Wasserfälle. Insgesamt finden sich in und um Courtallam neun Wasserfälle. Der größte von ihnen ist der 60 Meter hohe Peraruvi („großer Wasserfall“). Dank seiner Wasserfälle ist Courtallam, das mit dem Beinamen „Spa des Südens“ bedacht wird, ein bedeutendes Reiseziel für Inlandstouristen. Die Hauptsaison ist während des Sommermonsuns zwischen Juni und September, wenn die ergiebigen Regenfälle in den Westghats die Wasserfälle anschwellen lassen.
Neben den Wasserfällen ist Courtallam für den Tirukutralanathaswamy-Tempel bekannt. Er ist dem Hindu-Gott Shiva als Tirukutralanathar („Herr von Courtallam“) gewidmet. Der Tempel von Courtallam zählt neben dem Nataraja-Tempel in Chidambaram, dem Minakshi-Tempel in Madurai und den Tempeln von Tiruvalangadu und Tirunelveli zu den „fünf Tanzhallen“ (Pancha Sabha), einer Gruppe von fünf Tempeln, in denen Shiva in seiner Erscheinungsform als Nataraja, „König des Tanzes“, seinen kosmischen Tanz aufführt.
94 Prozent der Einwohner Courtallams sind Hindus, jeweils etwa 3 Prozent sind Christen und Muslime. Die Hauptsprache ist, wie in ganz Tamil Nadu, das Tamil, das von über 99 Prozent der Bevölkerung als Muttersprache gesprochen wird.